# Max Schröder (Architekt)
Max Schröder (* 14. Juli 1862 in Bayreuth; † 14. Juli 1922 in Offenbach am Main) war ein deutscher Architekt, der in Offenbach am Main lebte und arbeitete.

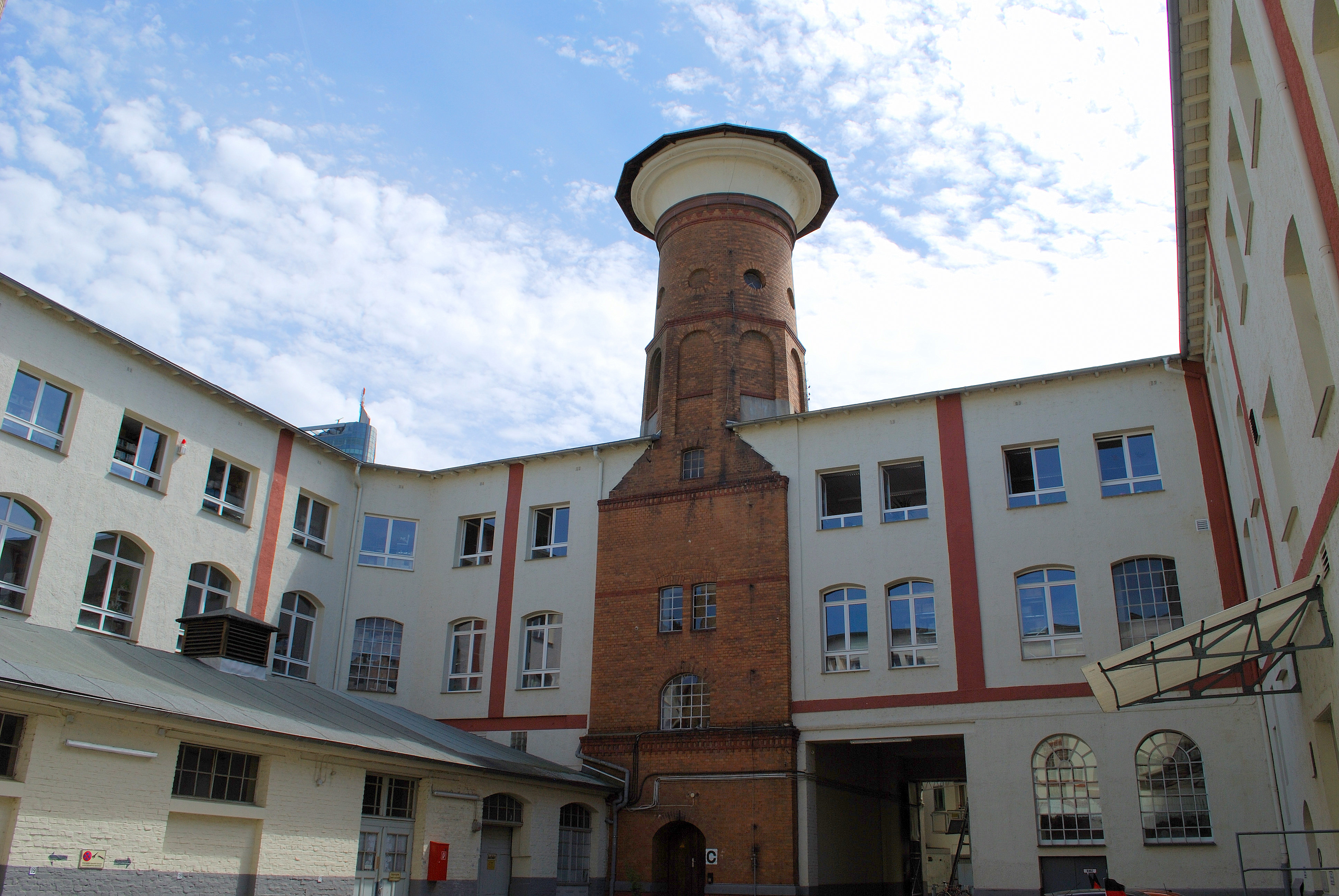
Innenansicht Bernardbau

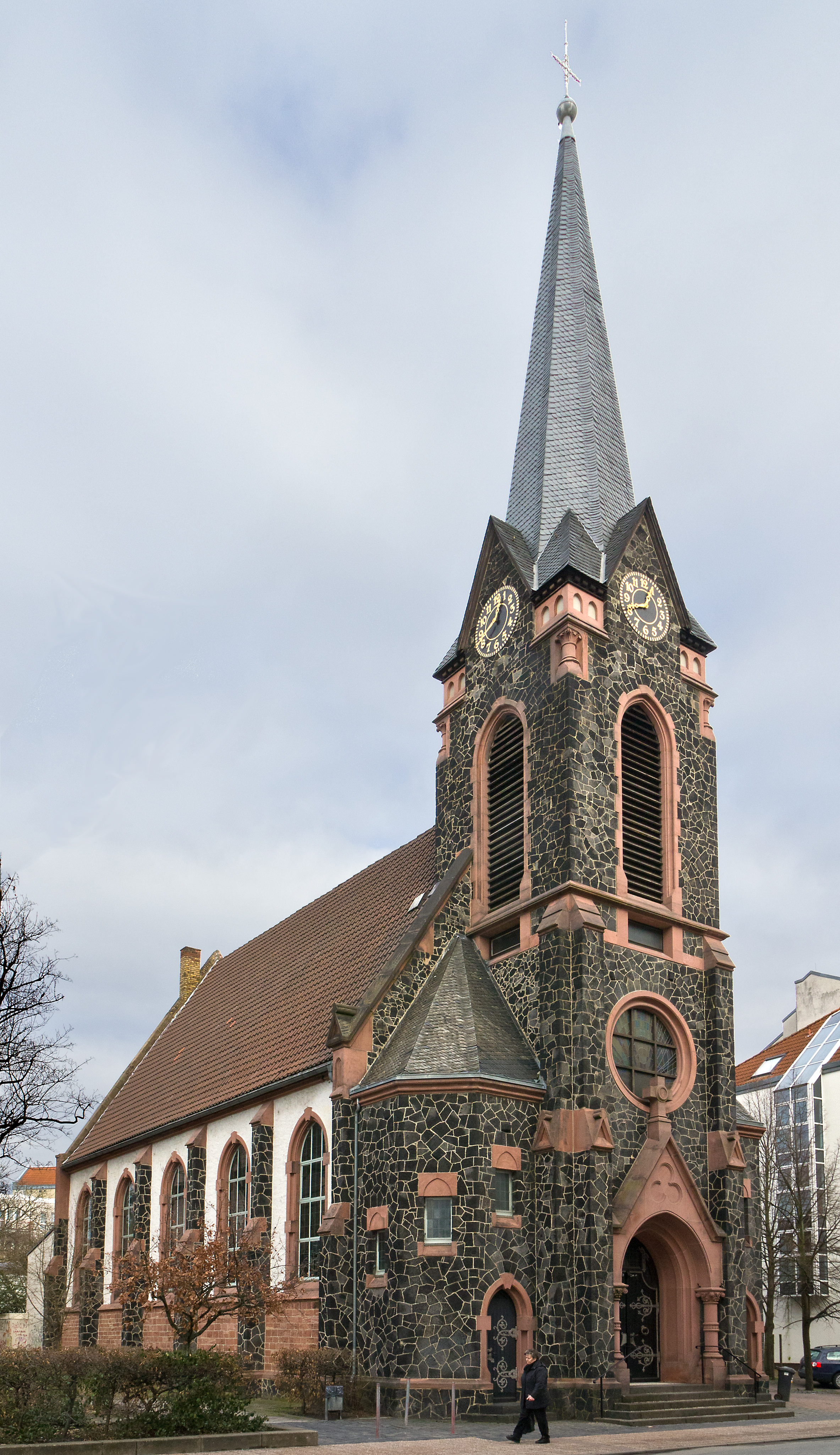
Christuskirche in Offenbach am Main

Max Schröder schuf Sakral-, Industrie- und Privatbauten. Zu den Sakralbauten zählen die Offenbacher Christuskirche und die Altkatholische Kirche in Wiesbaden (Friedenskirche). Beide Kirchen wurden im neugotischen Stil errichtet.
Zu Schröders Industriebauten zählt das mittlerweile als Industriedenkmal eingestufte Fabrikgebäude „Bernardbau“ aus dem Jahr 1896 an der unteren Herrnstraße in Offenbach. Es wurde für die Schnupftabakfabrikanten Gebrüder Bernard errichtet. Im Bernardbau befindet sich heute unter anderem das Haus der Stadtgeschichte mit Museum und Stadtarchiv.
Zu Schröders Privatbauten zählt das als Kulturdenkmal eingestufte Wohn- und Geschäftshaus Bismarckstraße 123 in Offenbach. Das Gebäude wurde von dem Lederwarenfabrikanten Friedrich Leissler in Auftrag gegeben und 1904 errichtet.
Er selbst wohnte im selbsterbauten Haus Ludwigstraße 64–66 in Offenbach, das ebenfalls unter Denkmalschutz steht.
Die Arbeiten Max Schröders liefern einen bedeutenden Beitrag zur Geschichte des Historismus in Offenbach.

## Bauten und Entwürfe (Auswahl)
- 1894: dreigeschossiges Wohnhaus der Firma W. Ermold in Offenbach, Mainstraße 137 (1908 verändert, Kulturdenkmal)[3]
- 1895: Wohn- und Geschäftshäuser in Offenbach, Kaiserstraße 1 und 3 (Kulturdenkmal)[4]
- 1896: Fabrikgebäude „Bernardbau“ in Offenbach, Herrnstraße
- 1900: Alt-katholische Christuskirche in Offenbach am Main
- 1904: Wohn- und Geschäftshaus für Friedrich Leissler in Offenbach, Bismarckstraße 123 (Kulturdenkmal)[5]
- 1904: Mehrfamilienwohnhaus in Offenbach, Karlstraße 40 (Kulturdenkmal)[6]
- 1905: Mehrfamilienwohnhaus in Offenbach, Schäferstraße 2/Marienstraße (Kulturdenkmal)[7]
- 1912: Doppelwohnhaus in Offenbach, Hermannstraße 42/44 (Kulturdenkmal)[7]
- 1921: Beamtendoppelwohnhaus in Offenbach, Bettinastraße 105/107 (Kulturdenkmal)[8]